# Etnolingwistyka
Etnolingwistyka – dziedzina badań lingwistycznych, której przedmiotem są wzajemne związki między językami, myśleniem, zachowaniem się człowieka i rzeczywistością, to znaczy między formalną strukturą języka panującą powszechnie a resztą kultury społeczności posługującej się danym językiem. 
Nauka ta przede wszystkim bada zależności między danym typem kultury a określonymi typami języka, którymi mówią nosiciele tejże kultury. Etnolingwistyka rozwinęła się głównie na terenie USA, dzięki pracom F. Boasa oraz E. Sapira, jednak za czołowego przedstawiciela tej nauki uważa się B. L. Whorfa (uczeń Sapira). 
Według Whorfa język nie jest tylko środkiem porozumiewania się ludzi, ale zawiera w sobie określony obraz świata, albowiem świat myślowy człowieka jest ściśle powiązany ze strukturą jego języka. Uważał również, że chociaż nie ma języków prymitywnych, to jednak każdy język faworyzuje jakiś jeden określony sposób pojmowania świata (nakłada na świat pewną siatkę pojęć), z czego wynika, że język w pewien sposób kształtuje psychikę człowieka posługującego się nim. 
Na powstanie etnolingwistyki ogromny wpływ miały badania amerykańskich lingwistów nad językami indiańskimi, których struktura jest bardzo charakterystyczna, natomiast sama teza o wpływie języka na psychikę i sposób myślenia człowieka bywa nazywana hipotezą Sapira-Whorfa.